# Station Górki Noteckie
Station Górki Noteckie is een spoorwegstation in de Poolse plaats Górki.